# Adolf Lingener
Adolf Lingener (* 1933 in Genthin) ist ein ehemaliger deutscher Hochschullehrer.

## Leben
Er studierte Mathematik an der Technischen Hochschule Otto von Guericke Magdeburg. Er promovierte hier 1968. 1970 erfolgte seine Habilitation. Er befasste sich an der Technischen Hochschule, der späteren Technischen Universität, insbesondere mit Forschungen im Bereich von Problemen der Festigkeit und von Schwingungen bei Kraftwerksanlagen. Lingener ist Mitglied des Vereins Deutscher Ingenieure.
Lingener war auch in der Kommunalpolitik tätig. Von 1994 bis 2009 gehörte er dem Ortschaftsrat seines zur Stadt Magdeburg gehörenden Wohnortes Pechau an und war dort Ortsbürgermeister.
Sportlich betätigte er sich als Ruderer. Er ist Ehrenmitglied des Universitätssportclubs „Otto von Guericke“ Magdeburg e. V.

## Auszeichnungen
Im Jahr 2010 wurde er in Anerkennung seiner langjährigen Tätigkeit als Ortschaftsrat und Ortsbürgermeister von Pechau zum Ehrenortschaftsrat der Landeshauptstadt Magdeburg ernannt und durfte sich in das Goldene Buch der Stadt eintragen.

## Werke
- Beitrag zur Theorie des hochtourigen Auswuchtens elastischer Rotoren in Auswuchtmaschinen mit isotrop-weichen Lagern, Magdeburg 1968
- Schwingungsprobleme an großen Turbosätzen, Magdeburg 1970
- Auswuchttechnik / [1.] Physikalische Grundlagen, Maschinenschwingungen, Begriffe der Auswuchttechnik, elastische Rotoren, Magdeburg 1983
- Auswuchttechnik / 2. Technische Daten und Standorte von Auswuchtmaschinen in der DDR, Magdeburg 1985
- Meßverfahren der experimentellen Mechanik, gemeinsam mit Joachim Heymann, Berlin, Heidelberg 1986, ISBN 978-3-540-15747-2
- Experimentelle Festkörpermechanik, gemeinsam mit Joachim Heymann, Leipzig 1986
- Auswuchten : Theorie und Praxis, Berlin/München 1992, ISBN 978-3-341-00927-7